# Teófilo Otoni
Teófilo Otoni är en stad och kommun i östra Brasilien och ligger i delstaten Minas Gerais. Kommunens befolkning uppgick år 2014 till cirka 140 000 invånare. Staden är uppkallad efter den brasilianske politikern Teófilo Ottoni (1807–1869).

## Administrativ indelning
Kommunen var år 2010 indelad i sex distrikt:
- Crispim Jacques
- Mucuri
- Pedro Versiani
- Rio Pretinho
- Teófilo Otoni
- Topázio